# Margoyoso (Jaya Loka)
Margoyoso is een bestuurslaag in het regentschap Musi Rawas van de provincie Zuid-Sumatra, Indonesië. Margoyoso telt 588 inwoners (volkstelling 2010).